# 7636 Comba
7636 Comba eller 1984 CM är en asteroid i huvudbältet som upptäcktes den 5 februari 1984 av den amerikanske astronomen Edward L.G. Bowell vid Anderson Mesa Station. Den är uppkallad efter den italiensk-amerikanske amatörastronomen Paul G. Comba.
Asteroiden har en diameter på ungefär 11 kilometer.